# Liste der Geotope im Landkreis Donau-Ries
Diese Liste enthält die Geotope des Schwäbischen Landkreises Donau-Ries in Bayern.
Die Liste enthält die amtlichen Bezeichnungen für Namen und Nummern des Bayerischen Landesamt für Umwelt (LfU) sowie deren geographische Lage. Diese Liste ist möglicherweise unvollständig. Im Geotopkataster Bayern sind etwa 3.400 Geotope (Stand März 2020) erfasst. Das LfU sieht einige Geotope nicht für die Veröffentlichung im Internet geeignet. Einige Objekte sind zum Beispiel nicht gefahrlos zugänglich oder dürfen aus anderen Gründen nur eingeschränkt betreten werden.
| Name                                                       | Bild           | Geotop ID | Gemeinde / Lage                  | Geologische Raumeinheit    | Beschreibung | Fläche m² / Ausdehnung m | Geologie | Aufschlussart        | Wert               | Schutzstatus                                           | Bemerkung                       |
| ---------------------------------------------------------- | -------------- | --------- | -------------------------------- | -------------------------- | --- | ------------------------ | --- | -------------------- | ------------------ | ------------------------------------------------------ | ------------------------------- |
| Malmscholle Rauhe Birk E von Ebermergen                    | weitere Bilder | 779A001   | Harburg Position                 | Riesalb                    | Die morphologisch markante Malmscholle wurde beim Ries-Impakt ausgeworfen und stark brekziiert. Die Vergriesungserscheinungen sind an mehreren ehemaligen Abbaustellen rund um die Kuppe zu erkennen. | 3600 120 × 30            | Typ: Vergriesung (Impakt), Auswurfmaterial (Impakt), Felskuppe Art: Kalkstein                                                         | Hanganriss/Felswand  | wertvoll           | Naturdenkmal                                           |                                 |
| Ehem. Suevitbruch SE von Amerdingen                        |                | 779A005   | Amerdingen Position              | Riesalb                    | Zwei Ausbildungsarten des Suevits stehen hier an: Im Norden dunkel und glasreich, im Süden rinnenartig eingetieft heller, glasarmer Suevit mit hohem Sedimentanteil. Der Bruch steht zu großen Teilen unter Wasser, die Wände sind verwachsen, das Material ist oberflächig angewittert bis verwittert. Der Bruch ist insgesamt schlecht zugänglich. | 650 130 × 5              | Typ: Gesteinsart Art: Suevit | Steinbruch           | wertvoll           | Naturdenkmal                                           |                                 |
| Kristallinbrekzien-Aufschluss an Meyers Keller             |                | 779A006   | Nördlingen Position              | Nördlinger Ries            | Am Wirtshaus Meyers Keller steht angewitterte, braungefärbte Kristallinbrekzie an (Aufwölbung des inneren kristallinen Rings, ca. 6 km vom Kraterzentrum). Etwas südlich liegt ein verfallener Aufschluss von sedimentärer Brekzie. Im Hangenden findet sich das Basalkonglomerat der Riessee-Süßwasserkalke. | 72 12 × 6                | Typ: Schichtfolge, Auswurfmaterial (Impakt), Innerer Wall (Impakt) Art: Kalkkonglomerat, Breccie                                      | Böschung             | besonders wertvoll | Landschaftsschutzgebiet                                |                                 |
| Ehem. Steinbruch E von Gosheim                             | weitere Bilder | 779A008   | Huisheim Position                | Riesalb                    | Der Steinbruch liegt am östlichen Kraterrand. Infolge der Stoßwirkung des Impaktereignisses stehen hier die dickbankigen Kalke des Weißjura Beta und Gamma in überkippter Lagerung an. | 4800 120 × 40            | Typ: Vergriesung (Impakt), Auswurfmaterial (Impakt) Art: Kalkstein                                                                    | Steinbruch           | wertvoll           | Landschaftsschutzgebiet, FFH-Gebiet, Naturpark         |                                 |
| Ries-Seekalke am Galgenberg bei Nördlingen                 | weitere Bilder | 779A009   | Nördlingen Position              | Nördlinger Ries            | Der klotzige Süßwasserkalkbuckel ist ein Erosionsrest von dolomitischen Süßwasserkalken, welche die Füllung des nach dem Impakt entstandenen Kraterbeckens darstellten. Die massigen Kalke gehen vor allem auf Algenriffe zurück, die sich bevorzugt an Aufragungen des inneren (kristallinen) Kraterrandes gebildet haben. | 200 20 × 10              | Typ: Gesteinsart, Felskuppe, Innerer Wall (Impakt), Karst-Horizontalhöhle Art: Kalkstein                                              | Steinbruch           | wertvoll           | Naturdenkmal, Landschaftsschutzgebiet                  |                                 |
| Aufschluss N von Langenmühle                               |                | 779A011   | Maihingen Position               | Nördlinger Ries            | Bei der Langenmühle wurde früher Gesteinsmaterial zur Schottergewinnung für den lokalen Bedarf abgebaut. Anstehend ist zerrütteter Granit und Paragneis. Es handelt sich um Material aus dem Grundgebirge, das aus dem Untergrund des Rieskraters um etwa 400 m angehoben wurde und heute einen Teil des Inneren Walls bildet. In stärker deformierten Bereichen ist Polymikte Kristallinbrekzie mit geringen sedimentären Anteilen gangartig eingepresst. Ein zweiter Aufschluss (Langenmühle II) liegt etwa 200 m südöstlich. In diesem an sich ähnlichen Aufschluss treten zusätzlich Keuper-Gesteine auf (Bunte Brekzie). Eine Quadratmeter große angeschliffene Fläche in der Aufschlusswand ermöglicht Einblicke in die brekziierten Kristallingesteine. Beide Aufschlüsse liegen am Geo-Lehrpfad Klosterberg Maihingen und sind beschildert. | 240 60 × 4               | Typ: Vergriesung (Impakt), Auswurfmaterial (Impakt), Innerer Wall (Impakt), Gesteinsart Art: Kristallinbreccie, Granitgrus, Gneisgrus | Kiesgrube/Sandgrube  | besonders wertvoll | kein Schutzgebiet                                      |                                 |
| Impaktgesteine NW von Wengenhausen                         | weitere Bilder | 779A012   | Marktoffingen Position           | Nördlinger Ries            | Im Südostteil des ehemaligen Steinbruches stehen stark zerklüftete Kristallingesteine an, die von mehreren Metern Kristallinbrekzie überlagert werden. Im Nordteil des Bruches liegt über der Kristallinbrekzie Süßwasserkalk des Ries-Sees. In den unterlagernden Gesteinen waren shatter cone-artige Figuren zu sehen. Das Geotop wurde mit dem Gütesiegel Bayerns 100 schönste Geotope ausgezeichnet und wird vor Ort mit einer Infotafel erläutert. Weitere Informationen unter www.lfu.bayern.de/geologie/geotope_schoensten. | 800 50 × 16              | Typ: Schichtfolge, Vergriesung (Impakt), Auswurfmaterial (Impakt), Innerer Wall (Impakt) Art: Kalkstein, Kristallinbreccie            | Steinbruch           | besonders wertvoll | Landschaftsbestandteil                                 | Bayerns schönste Geotope Nr. 30 |
| Steinbruch NE von Hainsfarth                               | weitere Bilder | 779A013   | Hainsfarth Position              | Nördlinger Ries            | Auf der Ostseite des Bruches ist die (sehr unebene) Auflagerung von glasreichem Suevit auf Bunter Brekzie hervorragend aufgeschlossen. Die Bunte Brekzie besteht hier überwiegend aus rötlichen und bräunlichen Keuper- und Dogger-Gesteinen. Zwischen dem Suevit und der Bunten Brekzie liegt eine dünne Übergangszone mit feinkörnigem Suevit. Das Geotop wurde mit dem Gütesiegel Bayerns 100 schönste Geotope ausgezeichnet und wird vor Ort mit einer Infotafel erläutert. Weitere Informationen unter www.lfu.bayern.de/geologie/geotope_schoensten. | 7500 150 × 50            | Typ: Standard-/Referenzprofil, Auswurfmaterial (Impakt) Art: Suevit, Breccie                                                          | Steinbruch           | besonders wertvoll | kein Schutzgebiet                                      | Bayerns schönste Geotope Nr. 9  |
| Riesseekalke am Büschelberg SE von Hainsfarth              | weitere Bilder | 779A015   | Hainsfarth Position              | Nördlinger Ries            | Auf dem Sportplatz bei Hainsfarth liegt der eindrucksvollste Aufschluss im Riesseekalk. Das zur Zeit des Riessees entstandene Algenriff ist in den bis zu 5 m hohen massigen Kalkstotzen erhalten. Zwischen den Stotzen eingebaut treten Kalkschichten auf. Östlich des Sportplatzes ist das gleiche Gestein in einem weiteren Steinbruch aufgeschlossen. Das Geotop wurde mit dem Gütesiegel Bayerns 100 schönste Geotope ausgezeichnet und wird vor Ort mit einer Infotafel erläutert. Weitere Informationen unter www.lfu.bayern.de/geologie/geotope_schoensten. | 4000 200 × 20            | Typ: Standard-/Referenzprofil, Tierische Fossilien, Kraterrand (Impakt) Art: Kalkstein                                                | Steinbruch           | besonders wertvoll | kein Schutzgebiet                                      | Bayerns schönste Geotope Nr. 63 |
| Burgfelsen in Wallerstein                                  | weitere Bilder | 779A016   | Wallerstein Position             | Nördlinger Ries            | Der mächtige Süßwasserkalkstotzen überragt als Härtling die Riesebene um ca. 70 m. Die porösen, meist massigen Kalke entstanden durch kalkreiche Arteser, z. T. unter Ton- und Seewasserbedeckung. | 2000 50 × 40             | Typ: Gesteinsart, Felskuppe, Karst-Horizontalhöhle, Innerer Wall (Impakt) Art: Kalkstein                                              | Hanganriss/Felswand  | besonders wertvoll | Naturdenkmal                                           |                                 |
| Ehem. Sandgrube N von Megesheim                            |                | 779A017   | Hainsfarth Position              | Nördlinger Ries            | Der Aufschluss zeigt die Entwicklungsphase des Rieses nach dem Impact. In der Grube ist eine schräggeschichtete Wechselfolge von grob- und feinklastischem Material erschlossen. Diese sind als Delta-Ablagerungen eines in den Riessee mündenden Flusses zu sehen, der die zuvor aufgenommenen unterschiedlichen Gesteine der Ries-Auswurfmassen hier wieder ablagerte. | 1000 50 × 20             | Typ: Sedimentstrukturen, Gesteinsart Art: Sand, Kies                                                                                  | Kiesgrube/Sandgrube  | wertvoll           | kein Schutzgebiet                                      |                                 |
| Straßenaufschluss bei Unterappenberg                       |                | 779A018   | Megesheim Position               | Nördlinger Ries            | Der Aufschluss in einer überkippten allochthonen Jura-Scholle zeigt im Nordteil eine deutliche Schleppfaltung in gebankten Kalken des Malm Beta und Gamma. Im Süden der Scholle ist das Gestein durch den Ries-Impakt vergriest (intensiv zerbrochen). | 100 20 × 5               | Typ: Falte/Mulde/Sattel, Auswurfmaterial (Impakt), Vergriesung (Impakt) Art: Kalkstein                                                | Steinbruch           | wertvoll           | Naturpark                                              |                                 |
| Bahneinschnitt NNW von Weilheim                            |                | 779A019   | Monheim Position                 | Riesalb                    | Die freigelegte Schlifffläche entstand durch oberflächliche Vergriesung des anstehenden Malmkalks beim Überfahren durch die Riesauswurfmassen. Die Flächen wurden durch das Landratsamt mit Eisenplatten abgedeckt. | 2 2 × 1                  | Typ: Schlifffläche (Impakt), Schichtfolge Art: Kalkstein, Breccie                                                                     | sonstiger Aufschluss | wertvoll           | Naturdenkmal, Landschaftsschutzgebiet, Naturpark       |                                 |
| Ehem. Steinbruch am Wennenberg NE von Alerheim             |                | 779A020   | Alerheim Position                | Nördlinger Ries            | Der Wennenberg ist ein Teil des kristallinen inneren Walles. Durch den Ries-Impakt wurde die Scholle des kristallinen Untergrundes gehoben und zerrüttet. Der Wennenberg besteht hauptsächlich aus verwittertem Granodiorit, dem 'Wennenbergit' (ein kersantit-ähnlicher Lamprophyr, der hier seine Typlokalität hat). | 125 25 × 5               | Typ: Typlokalität, Innerer Wall (Impakt) Art: Kristallinbreccie                                                                       | Steinbruch           | wertvoll           | kein Schutzgebiet                                      |                                 |
| Ehem. Steinbruch W von Rögling                             |                | 779A021   | Rögling Position                 | Riesalb                    | Hier stehen Röglinger Bankkalke in riffnaher Fazies an, mit denen sich der Beginn der typischen Wannensedimentation andeutet (Malm Zeta 1). | 350 35 × 10              | Typ: Typlokalität Art: Kalkstein | Hanganriss/Felswand  | wertvoll           | Landschaftsschutzgebiet, Naturpark                     |                                 |
| Ehem. Steinbruch ESE von Warching                          |                | 779A022   | Monheim Position                 | Riesalb                    | Am Rand des Warchinger Riffzuges sind Plattenkalke, Schiefer und Bankkalke der Unteren Solnhofer Schichten mit der trennenden Krummen Lage aufgeschlossen. | 2100 70 × 30             | Typ: Schichtfolge Art: Kalkstein | Steinbruch           | bedeutend          | Landschaftsschutzgebiet, Naturpark                     |                                 |
| Parautochthone Scholle am Sportplatz N von Hausen          |                | 779A024   | Fremdingen Position              | Nördlinger Ries            | Die durch das Riesereignis verkippte (parautochthone) Scholle von Malmkalk liegt über Doggersandstein. Die Schichtfolge ist am Südrand des Sportplatzes gut aufgeschlossen. | 1200 120 × 10            | Typ: Schichtfolge Art: Kalkstein, Sandstein                                                                                           | Böschung             | wertvoll           | Landschaftsschutzgebiet                                |                                 |
| Gunzenheimer Gump ESE von Gunzenheim                       | weitere Bilder | 779A025   | Kaisheim Position                | Riesalb                    | Eine mehrere tausend Kubikmeter große Malmscholle innerhalb der Bunten Trümmermassen im Umland des Nördlinger Rieses wurde zur Rohstoffgewinnung genutzt und zum Teil abgebaut. In der entstandenen Mulde staute sich aufgrund der geringen Wasserdurchlässigkeit der umgebenden Trümmergesteine ein kleiner Teich auf. | 1500 50 × 30             | Typ: Gesteinsart Art: Breccie, Dolomitstein                                                                                           | Schurf               | bedeutend          | Landschaftsschutzgebiet, FFH-Gebiet, Naturpark         |                                 |
| Süßwasserkalk am Adlersberg NW von Reimlingen              | weitere Bilder | 779A026   | Reimlingen Position              | Nördlinger Ries            | Der Adlersberg liegt im Bereich der Kristallinschollen des inneren Rings im Ries-Krater. Über den nicht aufgeschlossenen Kristallingesteinen haben sich mächtige travertinartige Süßwasserkalke abgeschieden, die in mehreren kleinen ehemaligen Abbaustellen aufgeschlossen sind. Der Adlersberg bildet im Gelände eine markante Kuppe. | 8000 100 × 80            | Typ: Gesteinsart, Felskuppe Art: Kalkstein                                                                                            | Felshang/Felskuppe   | wertvoll           | Naturdenkmal                                           |                                 |
| Angulatensandstein am Hirschenbuck WSW von Wassertrüdingen |                | 779A028   | Dornstadt-Linkersbaindt Position | Südwestliche Albrandregion | Der ehemalige Steinbruch am bewaldeten Hirschenbuck besitzt eine Länge von 250 m und ist bis zu 10 m hoch. Aufgeschlossen sind mächtige Bänke von Angulatensandstein aus dem Lias. | 2500 250 × 10            | Typ: Gesteinsart Art: Sandstein | Steinbruch           | bedeutend          | Landschaftsschutzgebiet                                |                                 |
| Bunte Trümmermassen bei Aufhausen                          |                | 779A030   | Forheim Position                 | Riesalb                    | Der ehemalige Steinbruch liegt etwa 3 km südlich des Kraterrandes. Aufgeschlossen sind allochthone Malm-Kalke des Kimmeridge. Durch die starke Beanspruchung liegen sie in stark brekziierter und vergriester Form vor. Stellenweise wirkt das Gestein richtiggehend verknetet. | 10500 150 × 70           | Typ: Auswurfmaterial (Impakt), Gesteinsart Art: Kalkstein                                                                             | Steinbruch           | wertvoll           | kein Schutzgebiet                                      |                                 |
| Kristallinscholle im Tiefental ENE von Hürnheim            |                | 779A032   | Nördlingen Position              | Nördlinger Ries            | Im ehemaligen Steinbruch ist Kristallin aufgeschlossen. Es handelt sich hierbei um einen durch den Ries-Impakt verlagerten Verband von Amphiboliten, Biotit-Plagioklas-Gneisen und zwei Generationen von Graniten, Apliten und Pegmatiten. | 8 4 × 2                  | Typ: Gesteinsart Art: Amphibolit, Biotit-Plagioklas-Gneis, Granit                                                                     | Steinbruch           | bedeutend          | Landschaftsschutzgebiet, FFH-Gebiet                    |                                 |
| Steinbruch Lindle SE von Holheim                           | weitere Bilder | 779A033   | Nördlingen Position              | Nördlinger Ries            | Der Steinbruch Lindle (bzw. Arlt) befindet sich in einer verkippten Malmkalkscholle. Die Schichten wurde hier teilweise beim Impakt parallel zum Kraterrand aufgebogen. Ein geologisch-naturkundlicher Lehrpfad führt durch das Erlebnis-Geotop. | 90000 300 × 300          | Typ: Lagerungsverhältnisse, Vergriesung (Impakt), Schlifffläche (Impakt) Art: Kalkstein, Trümmermassen                                | Steinbruch           | wertvoll           | FFH-Gebiet                                             |                                 |
| Erzgruben im Meilenhard NE von Daiting                     |                | 779G001   | Daiting Position                 | Riesalb                    | Im 19. Jahrhundert wurde im Meilenhart bei Daiting Eisenerz abgebaut. Das Eisen war in Bohnerzen enthalten, die – in Lehm eingebettet – in teils tiefen Karsthohlformen lagen. Auf den Feldern im Umfeld lassen sich noch Bohnerze einsammeln. Während der Abbauzeit im 19. Jahrhundert wurden aus der Bohnerzgrube am Meilenhart zahlreiche Reptilien geborgen, präpariert und publiziert. Danach geriet der Fossilfundort weitgehend in Vergessenheit und wurde erst in den 1960er Jahren wiederentdeckt und lieferte dann bis Ende der 1980er Jahre gute Funde, bis der Gemeindesteinbruch stillgelegt und verfüllt wurde. Auf der topografischen Uraufnahme von Bayern (Abb. 4) aus dem 19. Jhdt. ist die Eisenerzgrube ganz im Norden des Wäldchens östlich der Straße eingezeichnet. Später bewegte sich der Kalksteinabbau nach Süden. Das Gelände ist inzwischen stark überwachsen und fast unzugänglich. Aufschlüsse sind derzeit nicht vorhanden. | 2000 100 × 20            | Typ: Schurf Art: Lehm, Kalkstein | kein Aufschluss      | bedeutend          | Naturdenkmal, Landschaftsschutzgebiet, Naturpark       |                                 |
| Pingen E von Wemding                                       |                | 779G002   | Wemding Position                 | Riesalb                    | Im Wald östlich von Wemding finden sich mindestens drei verfallene Braunkohleschächte mit Pingen. Sie sind das einzige noch sichtbare Zeugnis des Braunkohleabbaus während der 1920er Jahre. | 94500 350 × 270          | Typ: Pinge/nfeld Art: Braunkohle | Pinge                | bedeutend          | Landschaftsschutzgebiet, Naturpark                     |                                 |
| Ofnethöhlen SW von Holheim                                 | weitere Bilder | 779H001   | Nördlingen Position              | Nördlinger Ries            | Die parautochthone Scholle in verkarstetem Malm-Delta Massenkalk liegt am inneren Kraterrand. Sie beherbergt die Reste eines alten Karstsystems. Bei diesen Höhlenresten handelt es sich um hallenartige Hohlräume mit weitem Portal. An den Wänden findet man schwache Sinterbildung. Bekannt wurden die Ofnethöhlen durch archäologische Funde, u. a. rituelle Schädelbestattungen aus der Altsteinzeit. Das Geotop wurde mit dem Gütesiegel Bayerns 100 schönste Geotope ausgezeichnet und wird vor Ort mit einer Infotafel erläutert. Weitere Informationen unter www.lfu.bayern.de/geologie/geotope_schoensten. | 120 15 × 8               | Typ: Karst-Horizontalhöhle Art: Kalkstein                                                                                             | Hanganriss/Felswand  | wertvoll           | Naturschutzgebiet, Landschaftsschutzgebiet, FFH-Gebiet | Bayerns schönste Geotope Nr. 38 |
| Pumperloch E von Otting                                    | weitere Bilder | 779H002   | Monheim Position                 | Riesalb                    | Das Pumperloch, auch Wasserschlinger genannt, ist eine Schacht- und Spaltenhöhle, die sich entlang eines Kluftsystems über mehrere Ebenen bis in eine Tiefe von etwa 55 Metern erstreckt. Die Gesamtlänge der bekannten Gänge beträgt etwa 240 Meter. Der Höhleneingang ist ein senkrechter Erdfall, der als Schluckloch für Oberflächenwässer der Umgebung fungiert. ACHTUNG: NICHT BETRETEN, GERINGE SICHERHEIT! | 2400 240 × 10            | Typ: Karst-Schacht-&Horizontalhöhle, Ponor Art: Kalkstein                                                                             | Hanganriss/Felswand  | wertvoll           | Naturdenkmal, Landschaftsschutzgebiet, Naturpark       |                                 |
| Hohlensteinhöhle SW von Ederheim                           |                | 779H003   | Ederheim Position                | Nördlinger Ries            | Die Hohlensteinhöhle entstand durch Über- und Nebeneinanderstapeln mehrerer Weissjura-Massenkalkblöcke, die aus dem Rieskrater herausgeschleudert wurden (allochthone Schollen). Leichter erodierbares Gestein (Bunte Brekzie) wurde durch die Verwitterung entfernt und es entstand die Höhle. Nach dem 5 m breiten und 3 m hohen Eingang fällt die Höhle ca. 25 m steil ab und endet in einem kleinen saalähnlichen Raum. | 1500 60 × 25             | Typ: Kluft-/Tektonische Höhle Art: Kalkstein                                                                                          | Höhle                | bedeutend          | Naturdenkmal                                           |                                 |
| Geologische Orgel NW von Haselbach                         | weitere Bilder | 779H004   | Esterholz Position               | Iller-Lech-Region          | Als letzter Aufschluss eines ansonsten zugewachsenen, ehemaligen Steinbruchs findet sich eine geologische Orgel. Hierbei handelt es sich um eine fast vertikale Höhle, an deren oberen Ausgang sich das darüberliegende Erdreich mit Wurzelwerk erkennen lässt. Sie liegt in den donaueiszeitlichen Ur-Iller-Schottern, im höchstgelegenen Teil der Aindlinger Terrassentreppe. | 10 5 × 2                 | Typ: Gesteinsart, Geologische Orgel Art: Konglomerat                                                                                  | Kiesgrube/Sandgrube  | bedeutend          | kein Schutzgebiet                                      |                                 |
| Schwalbquelle S von Wemding                                | weitere Bilder | 779Q001   | Huisheim Position                | Nördlinger Ries            | Die Karstquelle liegt am inneren strukturellen Kraterrand des Ries in Malm-Delta-Kalken. | 12 6 × 2                 | Typ: Verengungsquelle Art: Kalkstein                                                                                                  | kein Aufschluss      | bedeutend          | Naturdenkmal, Landschaftsschutzgebiet, Naturpark       |                                 |
| Karstquelle in Brünsee                                     | weitere Bilder | 779Q002   | Harburg Position                 | Riesalb                    | Im ausgebauten und aufgestauten Quellteich liegen mehrere gut schüttende Quellen. Der Ablauf erfolgt in das Wörnitz Altwasser. | 600 30 × 20              | Typ: Verengungsquelle Art: Kalkstein                                                                                                  | kein Aufschluss      | bedeutend          | Naturdenkmal, Naturpark                                |                                 |
| Parautochthone Scholle Riegelberg SW von Holheim           |                | 779R001   | Nördlingen Position              | Nördlinger Ries            | Die parautochthone Scholle am inneren Kraterrand besteht aus verkarstetem Malm-Delta Massenkalk. | 80000 400 × 200          | Typ: Auswurfmaterial (Impakt), Karst-Horizontalhöhle, Felskuppe, Vergriesung (Impakt), Kraterrand (Impakt) Art: Kalkstein             | Hanganriss/Felswand  | wertvoll           | Naturschutzgebiet, Landschaftsschutzgebiet, FFH-Gebiet |                                 |
| Felsnadel Taubenstein WSW von Christgarten                 |                | 779R002   | Forheim Position                 | Riesalb                    | Die Felszinne, die weitgehend im Wald verborgen ist, besteht aus Malm-Massenkalken und liegt (als Teil einer parautochthonen Scholle) am strukturellen Riesrand. | 12 4 × 3                 | Typ: Felsturm/-nadel Art: Kalkstein                                                                                                   | Hanganriss/Felswand  | bedeutend          | Naturdenkmal, Landschaftsschutzgebiet                  |                                 |
| Felshang am Fischerholz N von Harburg                      | weitere Bilder | 779R003   | Harburg Position                 | Riesalb                    | Felswand am ehemaligen Wörnitz-Prallhang in dickbankigen Malm-Delta-Kalken, die nach oben in Riffkalk mit kleinen Kuppen übergehen. An den Felswänden sind zahlreiche Schwammreste ausgewittert. Durch den ehemaligen Steinbruchbetrieb wurden mehrere Karsthöhlen angeschnitten. In Karstspalten sind rote Lehme mit Oligozän-Miozän-Fauna abgelagert. | 2000 200 × 10            | Typ: Prallhang, Felswand/-hang, Schichtfolge, Karstschlot, Karstspalte, Karst-Horizontalhöhle Art: Kalkstein, Ton                     | Hanganriss/Felswand  | wertvoll           | Naturdenkmal, Landschaftsschutzgebiet, FFH-Gebiet      |                                 |
| Felsen S von Rehau                                         | weitere Bilder | 779R004   | Monheim Position                 | Riesalb                    | Der sogenannte Griesfelsen weist auflässige Abbaue von Dolomit auf. Der autochthon anstehende Riffdolomit wurde nur in Störungszonen, bzw. Kompressionszonen (Riesereignis) etwas brekziert. Es handelt sich folglich nicht um einen echten Griesfelsen (allochthone Malmscholle aus dem Ries). | 2800 80 × 35             | Typ: Felswand/-hang Art: Dolomitstein                                                                                                 | Hanganriss/Felswand  | bedeutend          | Naturdenkmal, Landschaftsschutzgebiet, Naturpark       |                                 |
| Felskuppe Wöllwart SE von Harburg                          | weitere Bilder | 779R005   | Harburg Position                 | Riesalb                    | Die teilweise vergrieste allochthone Malmscholle am ehemaligen Wörnitz-Prallhang weist randlich Felstürme auf. | 2000 50 × 40             | Typ: Felskuppe, Felsturm/-nadel, Auswurfmaterial (Impakt), Vergriesung (Impakt) Art: Kalkstein                                        | Hanganriss/Felswand  | wertvoll           | Naturdenkmal, Landschaftsschutzgebiet, FFH-Gebiet      |                                 |
| Felsen am Wedlbuck bei Harburg                             |                | 779R006   | Harburg Position                 | Riesalb                    | Die landschaftsprägenden Felsbildungen am ehemaligen Wörnitzprallhang liegen im Massenkalk des Malm Epsilon bis Zeta. | 15000 300 × 50           | Typ: Felswand/-hang Art: Kalkstein | Hanganriss/Felswand  | bedeutend          | Naturdenkmal, FFH-Gebiet                               |                                 |
| Kaufertsberg mit Hexenküche E von Lierheim                 | weitere Bilder | 779R007   | Möttingen Position               | Nördlinger Ries            | Überkippte Malmscholle (Riestrümmermassen) mit ehemaligem Prallhang der pleistozänen Eger (Hohlkehlen). Der Malm Gamma ist stark geklüftet und verkarstet (mit kurzer Höhle Hexenküche). Ehemalige kleine Abbaue an der Westseite erschließen die vergriesten Bankkalke. | 400 20 × 20              | Typ: Auswurfmaterial (Impakt), Karst-Schacht-&Horizontalhöhle Art: Trümmermassen, Kalkstein                                           | Hanganriss/Felswand  | bedeutend          | Naturdenkmal, FFH-Gebiet                               |                                 |
| Kühsteinfelsen SW von Mönchsdeggingen                      | weitere Bilder | 779R008   | Mönchsdeggingen Position         | Riesalb                    | Der Kühsteinfelsen bei Mönchsdeggingen ist eine allochthone Scholle am morphologischen Rand des Rieskraters und bietet einen umfassenden Blick über den gesamten Krater. Der eigentliche Felsen besteht aus den obersten, dickbankigen Kalksteinen der Arzberg-Formation (Uhlandi-Kalke des Malm Gamma). Ein kleiner aufgelassener Steinbruch am Ostende des Kühsteinfelsens erschließt fossilführende Schwammkalke und -mergel der Arzberg-Formation. Das Geotop wurde vom Geopark Ries zu einem Erlebnisgeotop ausgebaut und ist mit einem Lehrpfad und entsprechenden Infotafeln ausgestattet. | 4500 150 × 30            | Typ: Felswand/-hang, Gesteinsart Art: Kalkstein                                                                                       | Hanganriss/Felswand  | wertvoll           | Naturdenkmal, FFH-Gebiet                               |                                 |
| Riesseekalk-Kuppen auf dem Ulrichsberg E von Marktoffingen |                | 779R010   | Marktoffingen Position           | Nördlinger Ries            | Der Ulrichsberg zwischen Marktoffingen und Maihingen ist aus teilweise fossilführenden Riesseekalken aufgebaut. Diese bilden eine auffällige, buckelige Landschaft, die sich über die gesamte Hochfläche erstreckt. Bei gutem Wetter ist von hier der Rieskraterrand deutlich zu erkennen. | 54000 450 × 120          | Typ: Felskuppe, Gesteinsart Art: Kalkstein                                                                                            | sonstiger Aufschluss | wertvoll           | kein Schutzgebiet                                      |                                 |
| Dolinenfeld SE von Warching                                |                | 779R011   | Monheim Position                 | Riesalb                    | Südöstlich Warching erstreckt sich im Wald ein großes Dolinenfeld im Malm-Kalk. Es handelt sich um zahlreiche auffällige und tiefreichende Dolinen auf einem Areal von mehreren hundert Metern in alle Richtungen. | 120000 300 × 400         | Typ: Dolinenfeld Art: Kalkstein | Doline/Erdfall       | wertvoll           | Landschaftsschutzgebiet, Naturpark                     |                                 |
| Mangoldfelsen in Donauwörth                                | Mangoldfelsen  | 779R012   | Donauwörth Position              | Riesalb                    | Die allochthone Malmscholle befindet sich inmitten der Stadt Donauwörth und wurde als Teilstück in einer Mauer integriert. Bis zum Jahre 1301 stand darauf die Burg Mangoldstein, in der Maria von Brabant, Herzogin von Bayern, durch ihren eifersüchtigen Gatten hingerichtet wurde. Heute verwandelt er sich im Sommer zur Kulisse einer Freilichtbühne. Gedenktafeln erinnern an den 30-jährigen Krieg. | 100 10 × 10              | Typ: Auswurfmaterial (Impakt) Art: Kalkstein                                                                                          | Block                | bedeutend          | Naturdenkmal                                           |                                 |
| Kalvarienberg in Wörnitzstein                              |                | 779R013   | Donauwörth Position              | Riesalb                    | Der Kalvarienberg in Wörnitzstein ist eine größere Kalkscholle, die beim Ries-Impakt aus dem Krater geschleudert und in den Bunten Trümmermassen etwa 20 km außerhalb des Kraters abgelagert wurde. Durch die bevorzugte Erosion der tonigen Gesteine der Bunten Brekzie wurde die härtere Kalkscholle herauspräpariert. Derartige Kalkhärtlinge sind typisch für das südliche Vorries und prägen hier die Landschaft. Das Geotop liegt am Geopark Ries-Lehrpfad Kalvarienberg Wörnitzstein und ist beschildert. | 5000 100 × 50            | Typ: Auswurfmaterial (Impakt), Härtling, Lagerungsverhältnisse Art: Kalkstein                                                         | Felshang/Felskuppe   | wertvoll           | kein Schutzgebiet                                      |                                 |